# Siemianowice Śląskie
Siemianowice Sląskie (còn được gọi là Siemianowice) là một thành phố thuộc tỉnh Silesia, miền nam Ba Lan. Từ năm 1975 - 1998, thành phố thuộc quyền quản lý của tỉnh Katowice, kể từ năm 1999 đến nay, nó nằm trong địa phận của tỉnh Silesia. Tổng diện tích của thành phố là 25,5 km². Tính đến năm 2013, dân số của thành phố là 69.713 người với mật độ 2.700 người/km².
Siemianowice được thành lập vào năm 1924 dựa trên sự hợp nhất của các xã Siemianowice và Huta Laury. Sau này, thành phố được đổi tên thành Siemianowice Sląskie.

## Một số địa điểm nổi tiếng của thành phố
- Tháp truyền hình Bytków
- Cung điện của Donnersmarcks
- Cung điện Zameczek (Cung điện Rheinbaben)

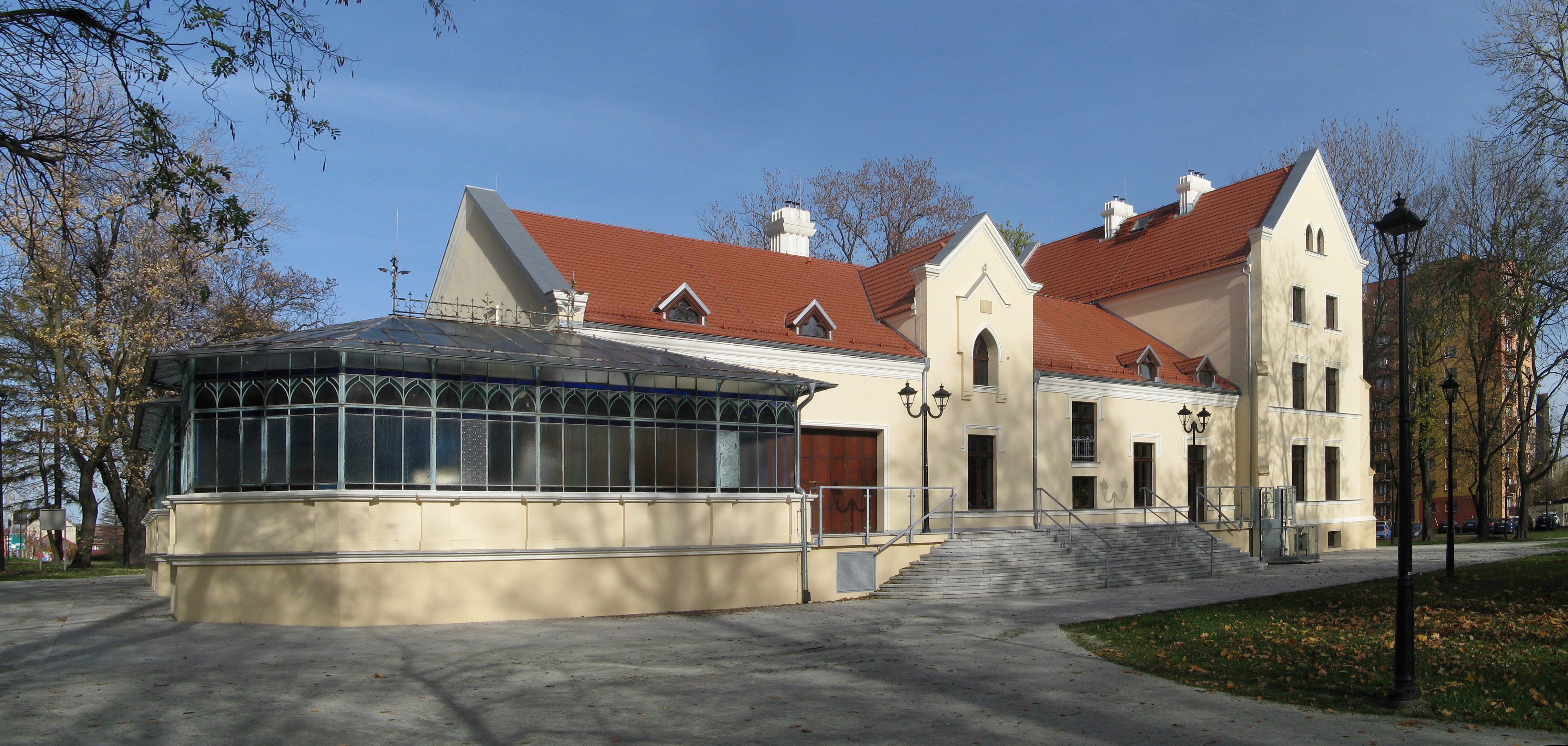
Cung điện Zameczek (Cung điện Rheinbaben)

- Nhà thờ của Archangel Michael
- Tòa thị chính

## Những nhân vật nổi tiếng xuất thân từ thành phố
- Apostolis Anthimos (sinh năm 1954) - nhạc sĩ
- Barbara Blida (1949 - 2007) - chính trị gia người Ba Lan
- Antoni Halor (sinh năm 1937) - đạo diễn, nghệ sĩ, nhà văn người Ba Lan
- Jacek Fröhlich (sinh năm 1965) - nhà thiết kế ô tô, trưởng phòng thiết kế ngoại thất BMW
- Bronisław Korfanty (sinh năm 1952) - thượng nghị sĩ Ba Lan
- Wojciech Korfanty (1873 - 1939) - chính trị gia Ba Lan
- Hermański Kryspin (sinh năm 1984) - vũ công người Ba Lan
- Zygmunt Maszchot (sinh năm 1945) - cầu thủ bóng đá người Ba Lan
- Daniel Podrzycki (1963 - 2005) - chính trị gia Ba Lan
- Józef Skrzek (sinh năm 1948) - nhạc sĩ, lãnh đạo ban nhạc SBB
- Henryk rednicki (sinh năm 1955) - võ sĩ Olympic
- Witold Ziaja (sinh năm 1940) - vận động viên khúc côn cầu của Ba Lan
- Krzysztof Globisz (sinh năm 1957) - diễn viên người Ba Lan